# François Masai
François Masai (Charleroi, 19 ottobre 1909 – Schaerbeek, 12 settembre 1979) è stato un filologo e storico belga, oltre che un codicologo ed uno storico della filosofia e del monachesimo cristiano.

## Biografia
Nato a Roux, comune oggi inglobato nella città di Charleroi, seguì l'insegnamento primario al Petit Séminaire di Bonne-Espèrance e a Waudrez-lez-Binche. Fece gli studi classici a Charleroi, poi a Binche, al Collège Notre-Dame de Bon Secours, dove il suo professore di retorica fu l'abate Victor Deschamps. In seguito s'impegnò  nella vita religiosa entrando nel priorato benedettino d'Amay-sur-Meuse (Huy). Il giovane Masai pronunciò i voti e avanzò nella vita religiosa fino a ricevere il suddiaconato. Dal 1930 al 1934 proseguì la sua formazione a Roma, al Collegio Sant’Anselmo, dove ottenne una laurea in filosofia tomista. In questi anni di studio scoprì le principali città d'Italia, specialmente Firenze.
Durante il soggiorno romano, il giovane maturò dei seri dubbi sulla sua vocazione religiosa, poiché, poco dopo il suo ritorno in Belgio, il 10 ottobre 1934, l'Abate Maurus Etcheverry firmò, da Roma, un decretum executoriale, che lo scioglieva, su sua richiesta, dagli impegni religiosi e l'autorizzava a tornare alla vita secolare. Le intenzioni del giovane, confidate ad un vecchio confratello del monastero d'Amay in una lettera del 12 settembre 1934, erano allora le seguenti: «conto di recarmi a Louvain per terminarvi lo studio della filosofia e studiarvi le lettere antiche, che mi permetteranno di approfondire la letteratura greca cristiana e fare alcuni lavori utili, in tutta libertà di spirito». Masai intraprese allora, all'Università cattolica di Louvain, gli studi di filologia classica.
Sfortunatamente l'obbligo, divenuto pressante di provvedere egli stesso ai suoi bisogni, gli impedì di continuare a seguire regolarmente i corsi dell'Università. A partire dal 15 dicembre 1935 occupò il posto di sorvegliante della Biblioteca Reale, il 21 novembre 1938 ottenne la laurea in filosofia e lettere (sempre con distinzione), presentando una memoria su Gemisto Pletone. L'opera di questo filosofo non smise mai di interessare questo ricercatore appassionato. È con questa tesi intitolata Georges Gémiste Pléthon che ottenne, infatti, il titolo di dottore e il 16 novembre 1939, il titolo di dottore in filosofia e lettere (anche questa volta con la massima distinzione).
Nel 1946 fu, con Frédéric Lyna e Camille Gaspar, cofondatore della rivista Scriptorium. Il 15 dicembre 1953 il ministro lo nominò delegato del Belgio in seno al Comitato internazionale di Paleografia che si creava allora a Parigi.
La libera Università di Bruxelles gli conferì il 13 aprile 1961, l'incarico per il corso di Storia della filosofia del Medio Evo, a cui seguirono poi numerosi altri corsi.
Nel 1965 fondò con altri l'Istituto di Storia del Cristianesimo, sempre nell'ambito dell'Università di Bruxelles.
All'indomani della sua morte (1979) gli Ephemerides Theologicae Lovanienses pubblicarono un breve necrologio, non firmato, che terminava con questa frase: «Prima di morire, si riconciliò con la Chiesa». La sua sposa reagì con fermezza a questa dichiarazione e, in una lettera del 4 maggio 1981, indirizzata al canonico Joseph Coppens, direttore della rivista citata, scrisse: «Tengo a comunicarvi che questa affermazione è completamente priva di ogni fondamento. Mio marito non ha infatti né domandato, né ricevuto, i sacramenti e, conformemente alla sua volontà, chiaramente espressa, è stato tumulato civilmente. Le sue ricerche di filologo e di storico l'hanno mantenuto per tutta la sua vita in intimo contatto col pensiero cristiano e i suoi lavori sul monachesimo occidentale gli hanno dato particolarmente l'occasione di intrattenere forti legami d'amicizia con differenti ambienti cattolici. Ma mai François Masai ha rinnegato le scelte filosofiche fondamentali che l'avevano portato ad allontanarsi dalla fede cristiana; fino al suo ultimo giorno, nelle conversazioni come nei suoi scritti, non ha smesso di manifestare il suo attaccamento ai principi di tolleranza e di libero esame che l'avevano condotto alla libera Università di Bruxelles».
Ma il lavoro che l'occupò per molti anni, e lo condusse alla piena maturità, fu Pléthon et le platonisme de Mistra (Parigi, Les Belles Lettres, 1956), monografia sul filosofo bizantino Giorgio Gemisto, detto Pletone (1355-1452), restauratore e propagatore del platonismo, che insegnò nella città di Mistrà (Peloponneso) e prese parte, nel 1438, al Concilio di Firenze dove esercitò una forte influenza sugli umanisti italiani. Lo scopo annunciato di questo libro è di «far conoscere lo spirito proprio e le dottrine del platonismo di Mistrà, poiché possa essere apprezzato per sé stesso e più esattamente situato sia nella tradizione bizantina e sia nel movimento spirituale del suo tempo.» In questo grande studio, fondato su una approfondita conoscenza dei testi e dei manoscritti che lo concernono, Masai afferma la sua padronanza nei tre campi fondamentali di cui egli sente l'intima, necessaria e permanente, solidarietà: la filosofia, la filologia e la storia politica delle società. L'opera su Pletone è di certo un bel libro di sintesi, che non si limita a ravvivare il pensiero del filosofo di Mistrà, ma a chiarire molti aspetti dello sviluppo della filosofia occidentale del Rinascimento e dei tempi moderni. Gli ulteriori lavori di Masai, apparentemente così diversi, trovano la loro unità nello spirito di questo studio fondamentale.
Storico, innanzitutto di Bisanzio e della Chiesa, ma i suoi orizzonti furono sempre largamente europei. Codicologo, ebbe il merito di fare opera da pioniere e il suo apporto a questa giovane disciplina fu considerevole.
Come storico della filosofia, Masai concentrò la sua attenzione sulle questioni che incidono sui rapporti della filosofia con la religione. Fra i suoi numerosi saggi di storia della filosofia ne ricordiamo solo alcuni: Le problème des influences byzantines sur le platonisme italien de la Renaissance, nella Lettres d'Humanité, Parigi, dic. 1953; Platonisme et christianisme au XVe siècle, nella Revue de l'Université de Bruxelles, 1960; Continuité romaine et réveil évanlégique aux origines de la chrétiénté médiévale, nella Revue de l'Université de Bruxelles, 1977.
Ma il talento principale di Masai fu probabilmente quello di filologo. Il suo sguardo sui testi era infatti di una notevole penetrazione. La sua minuzia nell'analisi, particolarmente rigorosa, non aveva di eguale che la forza della sua problematica ermeneutica. In quanto esegeta, si mostrò fedele alla più grande tradizione critica. Le sue ricerche e i corsi tenuti sulla storia di Bisanzio e sulla critica storica applicata ai testi bizantini e al Greco medioevale avevano suscitato, come dichiara A. Leroy-Monlinghen, «una resurrezione del bizantinismo all'Università di Bruxelles». In ogni caso le sue ricerche filologiche più originali sono sicuramente quelle relative a Pletone.